# Карна и Желя
Карна и Желя (Карна и Жля) — предполагаемые божества горя и плача в восточнославянской мифологии, возможно, упоминаемые в «Слове о полку Игореве»: «За нимъ кликну Карна и Жля, по скочи по Руской земли, смагу мычючи въ пламянѣ розѣ». 
Первые комментаторы (А. С. Шишков, Н. С. Тихонравов, Я. Пожарский, Д. Н. Дубенский) трактовали «Карну и Жлю» как имена половецких ханов (так, М. А. Максимович видел в «Карне и Жле» «искажение имен Кончака и Кзы, которые, по пленении Игоря на Каяле, опять кинулись разорять Русскую землю»; в наше время эту точку зрения отстаивали такие авторы, как А. К. Югов). Начиная с А. Ф. Вельтмана, имена Карны и Жли стало принято сближать с встречающимся в древнерусских памятниках словом «желя» — «жалоба, плач, печаль, оплакивание умерших» и с глаголом «карити» — «оплакивать», гипотетическими «карья», «карьба» — «плач по умершим», иногда и современным диалектным «карна» — «мука, скорбь». Е. В. Барсов предложил вместо «Карна и Жля» читать «Карина и Желя» и объявил их участницами славянского погребального ритуала: Карина — «вопленица», вестница смерти, «Желя же заканчивала погребальный ритуал, разнося сетование по родным и знакомым вместе с погребальным пеплом». Д. И. Прозоровский (вслед за С. Гедеоновым, интерпретировавшим Карну и Жлю как злых духов) видел в Карне и Жле «мифическое представление бедствий, гениев несчастья, вестников бед». В. В. Иванов и В. Н. Топоров отмечали близость имён Карны и Жли названиям обрядов «желенья и каранья», упоминаемых в списке «Слова некоего христолюбца и ревнителя по правой вере», датируемом XVII веком.
В. Ф. Миллер трактовал Карну и Жлю (Желю) как олицетворение «нравственных понятий, которые так любил автор Слова», уподобляя их таким фигурам, как упоминаемая в том же памятнике «дева Обида»; эту точку зрения разделяют многие более поздние исследования. По мнению Л. В. Соколовой, «наиболее убедительной представляется точка зрения тех исследователей», которые считают Карну и Желю «мифич[ескими] персонаж[ами]: персонификацией, олицетворением скорби по умершему». Мифологический «статус» Карны и Жли (Жели) при этом остаётся не вполне прояснённым: некоторые авторы (например, Д. С. Лихачёв) видят в них божества, действительно почитавшиеся славянами и входившие в славянский пантеон, другие трактуют их скорее как народно-поэтические образы (Н. К. Гудзий, Л. А. Булаховский, Н. А. Мещерский). Рыбаков Б. А., хотя и относил Желю к второстепенным богиням, замечал, что «сyществование богини смеpтной печали можно возводить к значительной дpевности», поскольку «имя её встpечено в pазных славянских землях» (он, вслед за Гедеоновым, сопоставлял Желю с упоминаемым в чешских хрониках персонажем Зелу). Карну и Желю он называет «славянскими эринниями».